# Archanara roseomarginata
Archanara roseomarginata är en fjärilsart som beskrevs av Barend J. Lempke 1965. Archanara roseomarginata ingår i släktet Archanara och familjen nattflyn. Inga underarter finns listade i Catalogue of Life.